# Scorpio Rising (Album)
Scorpio Rising ist das sechste Studioalbum der amerikanischen Metal-Band Prong. Es erschien im November 2003 bei Locomotive Music. Es war das erste Album der Band auf diesem Label und nach sieben Jahren Pause seit der letzten Veröffentlichung eines Studioalbums. Erstmals sind Monte Pittman und Dan Laudo an Bass/Gitarre beziehungsweise Schlagzeug zu hören.

## Entstehung
Das Album wurde von November 2002 bis Februar 2003 in den Ocean Studios sowie Klown Records, Santa Monica, eingespielt, wobei Stevo Bruno und Tommy Victor produzierten. Abgemischt wurde es durch die Bandmitglieder. Alle Titel wurden von der Band geschrieben, außer Embrace the Depth von Patrick Lachman (u. a. Damageplan). Der Song erschien bereits 2002 auf dem Livealbum 100% Live als Initiation.

## Rezeption
David Jeffries schrieb bei AllMusic: „With their serious bite still intact, it’s great to have them back. A gripping tune or two would have made it all the better.“ Die Bewertung lag bei 2,5 von fünf Sternen.

## Titelliste
1. Detached – 3:29
2. All Knowing Force – 2:42
3. Embrace the Depth – 4:05
4. Reactive Mind – 2:24
5. Regal – 2:45
6. Inner Truth – 2:48
7. Avoid Promises – 3:16
8. Siriusly Emerging – 3:50
9. Assurances – 3:22
10. Out of This Realm – 3:14
11. Letter to a ‘Friend‘ – 4:58
12. Entrance of the Eclipse – 4:10
13. Red Martial Working – 3:53
14. Hidden Agenda – 4:40